# Дети леса
«Дети леса» (нем. Woodwalkers) — серия книг Кати Брандис (псевдоним Сильвии Энгерт), написанная в жанре подростковой фантастики. Идея книги пришла автору во время поездки в Йеллоустонский национальный парк в США. Одной из целей Брандис было убедить детей в необходимости сохранять природу и снизить вредные производства. Главным героем серии является мальчик-оборотень по имени Караг, умеющий превращаться в пуму. Первая книга, «Превращение Карага», впервые переведена на русский язык в 2019 году и потом вся серия неоднократно переиздавалась. Серия состоит из шести томов и дополнительного тома, в который входит несколько повестей. По просьбам читателей, писательница включила в шестую книгу историю . Все тома серии включались в списки бестселлеров Der Spiegel.

## Книги

### Превращение Карага
Действие романа происходит в США. Мальчик по имени Караг — пума-оборотень, выросший в Скалистых горах. Когда ему было десять лет, он захотел жить среди людей, но семья — старшая сестра, мама и папа — его не поддержала. Тогда он ушёл один. На протяжении нескольких лет мальчик жил в приёмной семье под другим именем — Джей, но в один момент он встречает необычную женщину — Лиссу Кристалл. Она предлагает Карагу начать обучение в школе для оборотней, где такие же подростки учатся жить в двух мирах. Там он находит друзей — Холли (красная белка) и Брэндона (бизон). Кроме того, у Джея появляется серьёзный враг.

### Опасная дружба
Бывший наставник, Эндрю Миллинг, оказавшийся врагом, поклялся отомстить Карагу. Караг знакомится со снежной волчицей Тикаани, но можно ли ей доверять — ведь в школе могут быть шпионы Миллинга.

### Тайна Холли
В школе и вокруг неё происходят странные ограбления, которые, судя по всему, совершил один из необычных детей. Подозрение падает на Холли, белку-оборотня. Но, может быть, это волки снова пытаются вбить клин между Карагом и его друзьями.

### Месть пумы
Караг, Брэндон и Холли отправляются в Коста-Рику. Здесь они знакомятся с другими детьми-оборотнями, которые умеют превращаться в необычных тропических зверей. Ребята узнают тревожные новости о заклятом враге — Эндрю Миллинге.

### Секрет сфинкса
Друг Карага, Фрэнки куда-то исчезает, и Караг должен найти его и разработать планы победы над Эндрю Миллингом с помощью своей подруги — Лу.

### День огня
Караг возвращается в Скалистые горы, где его ждёт последняя схватка с Эндрю Миллингом. Он должен спасти не только других ребят-оборотней, но и свою приёмную человеческую семью.
Караг и волчье испытание
Карагу предстоит вступить в схватку с волками, которые прогнали его родных с их территории. Ему не обойтись без помощи друзей. Ему нужна в первую очередь Тикаани, девочка-волчица. Но возможно, волкам самим нужна помощь. Ведь они уверены, что на них наложили странное проклятие.
Двенадцать секретов
Новая уникальная книга о детях леса! Подарочное издание с цветными портретами героев и полной картой школы «Кристалл»! Абсолютный бестселлер для подростков в России и в мире!
Устроить весёлую вечеринку с девочкой-белкой Холли, отдохнуть на Гавайях с мальчиком-бизоном Брэндоном, раскрыть преступление в Нью-Йорке вместе с Нелл, узнать секреты членов волчьей стаи и выяснить, что же случилось с друзьями Карага после их победы над злым оборотнем Эндрю Миллингом — всё это и даже больше возможно с этой книгой!
Катя Брандис отвечает на важные для подростков вопросы: каково это — быть не похожим на других? Как принять себя? Как научиться давать отпор неприятелям и найти общий язык с родителями?

## Фильмы
21 Ноября 2024 года вышел фильм «Дети леса», который охватывает события двух первых книг. Режиссёром фильма выступил Дамиан Джон Харпер.

## Издания
- Woodwalkers: Carags Verwandlung. 2016, ISBN 978-3-401-60196-0; Превращение Карага. М.: Эксмо, 2019 ISBN 978-5-04-096612-7
- Woodwalkers: Gefährliche Freundschaft. 2017, ISBN 978-3-401-60197-7; Опасная дружба. М.: Эксмо, 2019 ISBN 978-5-04-096614-1
- Woodwalkers: Hollys Geheimnis. 2017, ISBN 978-3-401-60198-4; Тайна Холли. М.: Эксмо, 2019 ISBN 978-5-04-096622-6
- Woodwalkers: Fremde Wildnis. 2018, ISBN 978-3-401-60199-1; Месть пумы. М.: Эксмо, 2019 ISBN 978-5-04-096624-0
- Woodwalkers: Feindliche Spuren. 2018, ISBN 978-3-401-60380-3; Секрет сфинкса. М.: Эксмо, 2019 ISBN 978-5-04-097343-9
- Woodwalkers: Tag der Rache. 2019, ISBN 978-3-401-60397-1; День огня. М.: Эксмо, 2020 ISBN 978-5-04-108651-0
- Woodwalkers & Friends: Katzige Gefährten. 2020, ISBN 978-3-401-60545-6.